# 동산씨엔지
동산씨엔지(Dongsan C&G)는 대한민국의 존재했던 비누 제조업체 기업이다.

## 역사
1959년 12월 31일 부산에서 동산유지공업을 설립하였다. 1993년에 선경마그네틱이 경영권을 인수했고, 1994년에 동산씨엔지로 바뀌었으며, 2003년에 최종 부도로 인하여 크리오가 의해 인수 합병하였다.